# Teatro Kursaal
Teatro Kursaal (o actualmente Teatro del Casino Lugano) es un teatro suizo situado en la ciudad de Lugano, alrededor del Lago de Lugano.
En la historia desde el año 1804, en el lugar de emplazamiento del teatro había una sala de juegos destinada a los juegos de azar.
Años más tarde una sociedad llamada Società del Teatro di Lugano, querían construir un centro de ocio con un teatro para actuaciones musicales y demás, un casino y un restaurante para la atracción del turismo ala ciudad de Lugano, entonces la obra se le fue encargada al arquitecto italiano Achille Sfondrini, realizándose el edificio en el año 1885 donde el teatro que incluía se llamó Teatro Kursaal.
Tras el pasó de los años, en este teatro se celebró la I edición del Festival de la Canción de Eurovisión 1956, el día 24 de mayo de ese año, siendo una de las tres sedes en Suiza de la historia de Eurovisión.
El día 29 de noviembre del año 2002, tuvo lugar la reapertura del edificio tras su demolición, siendo actualmente el Casino Lugano.

## Literatura
- Pierre Lepori (2005). Dizionario Teatrale Svizzero. Zúrich: Chronos Verlag. ISBN 3034007159.